# Mjesečeva ratnica
Bishoujo Senshi Sailor Moon (japanski "美少女戦士セーラームーン", doslovni prijevod: Lijepa Ratnica Sailor Moon, ili u hrvatskoj sinkronizaciji: Mjesečeva Ratnica) je slavna japanska anime i manga serija fantastike iz 1992.
Trajanje animea je isprva trebalo biti samo 6 mjeseci, ali je produžen zahvaljujući svojoj popularnosti, tako da je na kraju trajao pet godina te je raspoređen na pet sezona. U Japanu, emitiran je svake subote navečer u 19 sati te je imao televizijski rejting od oko 11-12% gotovo tijekom svih sezona. Medijska franšiza "Mjesečeve ratnice" jedna je od najuspješnijih na području Japana, dosegnuvši 1,5 milijardi $ u prodaji tijekom prve tri godine, a uključivala je mjuzikle, igranu seriju i preko 5.000 proizvoda, kao što su školske torbe, CD-i i videoigre. Anime je osvojio Veliku nagradu časopisa Animagea za najbolji anime 1993. s ukupno 2.618 glasova (drugo je mjesto osvojio YuYu Hakusho s 991 glasom, a treće Porco Rosso s 597 glasova).
Prva međunarodna sinkronizacija serije dogodila se u Francuskoj u emisiji Club Dorothée već u prosincu 1993. Usljedilo je emitiranje po Južnoj Koreji, Italiji, Španjolskoj, Njemačkoj, Hong Kongu, da bi 2001. serija emitirana i u Hrvatskoj. Zahvaljujući svojoj popularnosti, seriji se pripisuje pokretanje zanimanja za shōjo mange ali i za promjenu 'magical girl' žanra, gdje junakinja mora upotrijebiti svoje moći da se bori protiv zla, ne samo da se zabavlja kao što je to bio slučaj kod prethodnih izdanaka. Mnogi su neovisne i snažne junakinje interpretirali kao "primjer feminizma u animeu".
Neki su kritičari zamjerili seriji preveliku melodramatičnost, kamp te formulaičnu priču, "čudovišta dana" i transformacijske sekvence koje se stalno recikliraju.
Drugi su je uspoređivali s Barbie, Power Rangersima, Buffy - ubojicom vampira, i Vješticom Sabrinom. Pojedini analitičari su primijetili kako "Mjesečeva ratnica" ima dvije vrste zlikovaca: "čudovišta dana" i "ljude koji razmišljaju i osjećaju", što je nešto što je "bilo do tada neviđeno na Zapadu"
Manga je osvojila Kodansha Manga Nagradu 1993. u kategoriji shōjo. Iako je zakonito prodavana diljem svijeta, u nekim je zemljama izazvala male skandale: grupa "Katoličkih roditelja" prisilila je da se manga makne s tržišta u Meksiku.
U 2005., TV Asahi je objavio dvije liste "100 najboljih animiranih ostvarenja". Mjesečeva ratnica našla se i na jednoj i na drugoj: na listi koja je sastavljena prema anketi provedenoj diljem nacije, našla se na 18. mjestu a na listi sastavljenoj po online anketi Japanaca, završila je na 30. mjestu.

## Uvod
Bishoujo Senshi Sailor Moon je naziv popularne mange (japanskog stripa), prema kojem je nešto kasnije snimljen i istoimeni anime (japanski crtani film), a zatim i mjuzikl (više njih, zapravo), te posebna igrana serija Mjesečeva ratnica - igrana serija), koja je emitirana 2002. Kreirano je i nekoliko igara za Gameboy, Playstation, Super Nintendo.
Autorica je Naoko Takeuchi, i Mjesečeva ratnica je njen najpoznatiji rad koji ju je učinio slavnom u čitavom svijetu. Sama Manga je podijeljena na 18 "knjiga". Na vrhuncu franšize, Takeući je mjesečno radila serijal od 40-50 stranica, knjige s mekim stranicama od 135 stranica, "posebni dodatak" od 64 stranica te nacrte za anime epizode. Nakon nekog vremena, takav ritam ju je toliko iscrpio da je prijetila uredniku da će prestati crtati, na što joj je on ponudio više odmora, ali ju je uspio uvjeriti da nastavi rad tek napomenom da će njeni obožavatelji biti razočarani ako priča ne bude završena.
Cijela priča je smiještena u četvrti Minata, u Azabu-Jūban (stvarna četvrt Tokija) jer je i sama Takeući tamo živjela. Minata je jedna od 23 četvrti Tokija, s izlazom na more, te tijekom radnog dana ima 850.000 stanovnika. Međutim, većina tih ljudi samo radi na toj lokaciji, ali ne živi tamo. Broj "stvarnih" žitelja Minate je samo 160.000, što donekle objašnjava zašto u priči uvijek ima toliko malo ljudi na ulicama po noći.
Anime verzija podijeljena je na 5 sezona: Sailor Moon, Sailor Moon R, Sailor Moon S, Sailor Moon SuperS i Sailor Stars. Sveukupno ima 200 epizoda (svaka epizoda u trajanju od oko 20 minuta) koje su se emitirale od 1992. do 1997.

## Priča i likovi
| "Ljubav je osnova svake mange koju pišem. Iako sam ubacila puno borbi u Mjesečevoj ratnici, ništa se nije promijenilo od mojih prethodnih radova. Dio mene je u svakoj od deset ratnica. Ovisno o okolnostima, svaka ratnica govori mojim glasom."— Autorica Naoko Takeući o likovima u priči. |

Iako između mange i animea postoje određene razlike (koje su nekoliko puta dovele i do svađa između Toei Animationa i same autorice), cijela se radnja bazira na borbi između dobra i zla, pri čemu "dobro" predstavljaju i štite mlade djevojke od kojih svaka nosi naziv pojednog planeta Sunčeva sustava, te ostalih nebeskih tijela, poput zvijezda i kometa. Jezgra snage junakinje je njeno čisto i iskreno srce. Iako ponekad naporna i preosjetljiva, Usagi je djevojka koja gotovo da je nesposobna mrziti, nalik likovima kakve nalazimo u romanima kakve je stvorio romantizam, prepunim savršenih ideala.
Većina njenih protivnika je stoga podcijenjuje, no upravo je glavna poruka ove priče kako je ljubav jača od svega, pa tako i Usagi uz pomoć svojih prijatelja uvijek nadvlada zlo. Usagi živi sa svojom majkom, Ikuko Tsukino, ocem, Kenji Tsukino, i bratom, Shingo Tsukino. Imena njih troje poklapaju se s imenima Takeućine obitelji. Njen otac Kenji također je bio fotograf, kao i Usagin otac.
1992., Mjesečeva ratnica je, od stotine prijavljenih priča, prihvaćena za objavljivanje u mjesečnom časopisu koji tiska stripove za djevojke, Nakayoshi. Zahvaljujući popularnosti priče, prodaja Nakayoshija je mnogostruko porasla te je Toei Animation odlučio snimiti i anime seriju. Bandai, koji je prema procjenama prodaje igračaka, odjeće i ostalih stvari povezanih s franšizom Mjesečeve ratnice zaradio 220 milijuna $ samo u 1995., plaća 3 % zarade Toeiju, Nakayoshiju i gđici. Takeući.

### Prva sezona: Classic (epizoda 1-46)
| "Uspjela sam se poistovjetiti s njom jer je uvijek bila uz svoje prijatelje. Ne rasplačem se tako lako kada imam osobni sukob, ali kada se ona borila, prirodno sam suosjećala s njom i plakala."— Kotono Mitsuishi o Usagi. |

Glavni lik je Usagi Tsukino, plačljiva četrnaestogodišnjakinja koja jedva izlazi na kraj sa svojim školskim obvezama. Međutim, život joj se dodatno zakomplicira kad joj mačka koja govori, imenom Luna, podari posebnu moć da se preobrazi u lijepu ratnicu za ljubav i pravdu. Glavni je neprijatelj kraljica Beryl koja planira ljudima izvući životnu energiju kako bi uništila svijet.
Nešto kasnije Usagi se pridružuju i ostale ratnice - Ami Mizuno (Sailor Mercury - Merkurova Ratnica), Rei Hino (Sailor Mars - Marsova Ratnica), Makoto Kino (Sailor Jupiter - Jupiterova Ratnica), Minako Aino (Sailor Venus - Venerina Ratnica).
Usagi i njene prijateljice kreću u avanturu kako bi pronašle Princezu Mjeseca, pri tome često nailazeći na poteškoće koje im uzrokuju njihovi neprijatelji sa strane zla, te tajanstveni Tuxedo Kamen (Maska u Smokingu). Zajedničkim snagama, međutim, uspijevaju te iste teškoće nadvladati, te otkrivaju da je tajanstvena princeza zapravo sama Usagi, te da je Tuxedo Kamen (u stvarnom životu Mamoru Chiba) zapravo njena ljubav iz prošlog života, kad su bili poznati kao princeza Serenity i princ Endymion. Zajedno uspiju pobijediti kraljicu Beryl, ali i sami pogibaju. Ipak, nekim čudom, vrate se živi natrag u prošlost, ali bez sjećanja na svoje pustolovine.
Na listi najboljih godišnjih epizoda neke anime serije, zadnje dvije epizode ove sezone, broj 46 i 45, našle su se na 2. i na 1. mjestu 1994. godine u časopisu Animage. Godinu dana ranije, 1993., epizoda 31 također je osvojila prvo mjesto sa 641 glasom. Također su se našle još četiri epizode koje su završile na listi iz 1993. godine: epizoda broj 24 (treće mjesto), broj 34 (šesto mjesto), broj 35 (deveto mjesto) i broj 27 (jedanaesto mjesto).

### Druga sezona: R (epizode 47-89)
Luna i Artemis vrate Usagi i ostalima sjećanje na prošlost i na to da su Sailor ratnice kako bi se borili protiv novih protivnika, zlih vanzemaljaca, Ail i Anne, koji u skrivenom ljudskom obličju pohađaju njihovu srednju školu. Njihova zadaća je ljudima oduzimati energiju uz pomoć svojih demona kako bi nahranili njihovo drvo smrti te tako preživjeli. Ail se potajno zaljubi u Usagi, a Anne u Mamorua, čime njihov odnos postaje jako zategnut pošto bi trebali biti par. Ipak, Usagi ih uspije uvjeriti da je ljubav bitnija tako da oni mirno napuste Zemlju.
U drugom dijelu sezone, Black Moon klan (među kojim su i četiri sestre zla) kojeg predvodi tajnoviti mudrac, pokušava uništiti svijet, dok Usagi dobiva posjetu od Chibiuse, svoje kćeri iz budućnosti. Mudrac prevari klan koji za njega nepotrebno umru, no Mjesečeva ratnica uspijeva spasiti svijet. Nakon toga, Chibiusa se vrati natrag u budućnost.
Na listi najboljih animea godine, sezona "R" našla se na visokom 2. mjestu u Animageu 1994. s 1840 glasova (prvo je mjesto zauzeo "YuYu Hakusho"). Na godišnjoj listi najboljih epizoda neke anime serije, zadnja epizoda sezone "R", broj 88, našla se 1995. na 7. mjestu a epizoda broj 68 na 8. mjestu 1994.

### Treća sezona: S (epizode 90-127)
Sailor ratnicama pridružuju se Haruka Tenou (Sailor Uranus - Uranova Ratnica), Michiru Kaiou (Sailor Neptune - Neptunova Ratnica), Hotaru Tomoe (Sailor Saturn - Saturnova Ratnica), Setsuna Meiou (Sailor Pluto - Plutonova Ratnica) i Chibiusa kao Sailor Chibi Moon - Mala Mjesečeva Ratnica. Zajedno se bore protiv "Death Bustersa", klana predvođenog dr. Tomoeom koji iz svog laboratorija stvara demone koji napadaju ljude kako bi našli čista srca koja će stvoriti Sveti gral. Otkriva se da Tomoea kontrolira tajnovito biće Pharaoh 90, kojemu se doktor stavio na raspolaganje u faustovskom zapletu kada je u eksploziji u njegovom laboratoriju ranjena njegova kći Hotaru, a biće mu obećalo spasiti joj život ako bude njegov domaćin. Njegova kćer Hotaru se ispostavi kao Saturnova ratnica, ali i kao 'mesija tišine', koji će donijeti apokalipsu svijetu. Haruka i Michiru donekle surađuju s ostalim ratnicama, ali su i sukobljeni s njima ideološki: zbog toga što Hotaru predstavlja toliku potencijalnu prijetnju, one je žele preventivno ubiti, usprkos tome što je još dijete, što Usagi i ostale ratnice nikako ne mogu prihvatiti te ih pokušavaju nagovoriti na drugačiji pristup ostvarenju njihove zadaće o zaštiti svijeta. Na sreću, Sailor ratnice uspiju spasiti Hotaru Tomoea i svijet, pri čemu Pharaoh 90 nestaje.
Na listi najboljih animea godine, sezona "S" našla se na 11. mjestu u Animageu 1996. s 176 glasova (prvo je mjesto zauzeo "Shin Seiki Evangelion") te na visokom drugom mjestu 1995. s 1028 glasova (prvo je mjesto zauzeo "YuYu Hakusho"). Na godišnjoj listi najboljih epizoda neke anime serije, epizoda 125 našla se na 15 mjestu 1996., epizode 97 i 106 na 9. i 8. mjestu a epizoda 110 1995. čak na prvom mjestu.

### Četvrta sezona: SuperS (epizode 128-166)
Chibiusa dobiva posjetu od Pegaza, tajnovitog konja koji govori i koji je pobjegao iz zemlje snova. Novi su neprijatelji Dead Mooners koji kradu ljudima snove kako bi našli Pegaza. Prvo ta nedjela provode Amazonski trio: Sokolovo oko, Tigrovo oko i Riblje oko. Međutim, Riblje oko se zaljubi u Mamorua, no ovaj ga odbije jer je vjeran Usagi. Ostavljen tugujući na klupi po kiši, Riblje oko naiđe na Usagi koja ga utješi u svojem domu te tako probudi čovječnost u njemu. On uspije preobratiti i Sokolovo oko i Tigrovo oko te svi zajedno napuštaju svoju zlu gospodaricu Cirkoniju, no stoga bivaju pretvoreni natrag u životinje: ribu, tigra i sokola. Ipak, Pegaz njihove duše odvede na sigurno mjesto snova. Onda Amazonski kvartet, skupina od četiriju nestašnih djevojaka, dobiva zadatak od Cirkonije nastaviti s progonom Pegaza. Mjesečeva ratnica se opet bori da spasi svijet, te otkrije da je glavna negativka Nehelenia. Ponovno uspiju spasiti svijet, no Nehelenia pobjegne.

### Peta sezona: Stars (epizode 167-200)
U zadnjoj sezoni, zla Galaxia probudi Neheleniju iz sna kako bi ju huškala da napadne Mjesečevu ratnicu. Ipak, ova uspije vratiti Neheleniji unutarnji mir. Tada se pojavljuje i mega popularni rock sastav Three Lights (Seiya, Taiki, Yaten) koji se pridružuje ratnicama u borbi za dobro transformiranjem u Star Lightse, te se čak premjesti u njihovu srednju školu, na oduševljenje Minako, Ami i Makoto. Mamoru odlazi studirati u SAD, no ne stigne tamo jer Galaxia napadne njegov avion u letu te mu ukrade zvjezdani kristal. Seiya i Usagi se polako zaljubljuju i otkriju postoji kemija između njih, no ona želi ostati vjerna Mamoruu. Star Lightsi, koji su pobjegli s planeta kojeg je uništila Galaxia, pronađu svoju izgubljenu princezu u Tokiju, ali tada ponovno napada spomenuta zlikovka te joj ukrade zvjezdani kristal. Slijedi ponovni obračun između njenih zlih sila i Mjesečeva ratnice i njenih dobrih sila koji žele spasiti svijet. Na kraju, Usagi transformira Galaxiju u dobro biće i uvede mir. Three Lights nađu svoju princezu i vrate se na svoj planet. Mamoru se vrati Usagi koja sada ima 16 godina.
Na listi najboljih animea godine, sezona "Stars" našla se na 11. mjestu u Animageu 1998. sa 127 glasova (prvo je mjesto zauzeo Evangelion film) te na 5. mjestu 1997. Također, zadnja, 200. epizoda se našla na trećem mjestu na listi najboljih epizoda anime serija 1998.

## Redatelji i glasovne uloge
- Junichi Sato, redatelj
- Takuya Igarashi, redatelj
- Kunihiko Ikuhara, redatelj
- Konosuke Uda, redatelj
- Yuji Endo, redatelj
- Hiroki Shibata, redatelj
- Harume Kosaka, redatelj
- Noriyo Sasaki, redatelj
  - Glasovi:
- Kotono Mitsuishi kao Usagi Tsukino
- Aya Hisakawa kao Ami Mizuno
- Michie Tomizawa kao Rei Hino
- Emi Shinohara kao Makoto Kino
- Rika Fukami kao Minako Aino
- Toru Furuya kao Mamoru Chiba
- Megumi Ogata kao Haruka Tenou
- Masako Katsuki kao Michiru Kaiou
- Keiko Han kao Luna
- Kae Araki kao Chibiusa
- Yuko Minaguchi kao Hotaru Tomoe
- Shiho Niiyama kao Kou Seiya
- Narumi Tsunoda kao Kou Taiki
- Chika Sakamoto kao Kou Yaten

## Popis svezaka mange
Manga "Mjesečeva ratnice" je prvi put objavljena u Japanu 6. srpnja 1992. i imala je 18 svezaka. Zadnji je svezak objavljen 4. travnja 1997. Prema sklopljenom dogovoru, i manga i anime su izlazili istodobno, što je bio novitet jer je prije bio običaj da se anime pojavi tek pola godine nakon uspjeha stripa. Bila je to tzv. ‘’multimedijalna franšiza’’. Mjesečevu ratnicu je prethodila manga Sailor V iz 1991., iste autorice. Isprva je Sailor V trebao biti adaptiran u anime pod nazivom Lijepa ratnica Sailor V, ali prije produkcije, Takeući i njen urednik Fumio Osano su radije odlučili stvoriti novu priču koja će se vrtiti oko pet ratnica. Ponavljajući motivi u priči su astronomija, astrologija, Grčka mitologija, Rimska mitologija, geologija, tinejdžerska moda, i dogodovštine školskih djevojaka. Zanimljivo je spomenuti da u mangi u drugoj sezoni, R, nije postojao segment s Ail i Anne, nego je posebno izmišljen za anime kako bi autori serije dali Takeuchi dovoljno vremena da završi strip.
| Broj sveska | Datum objave [39][40] | ISBN                   | Sezona       |
| ----------- | --------------------- | ---------------------- | ------------ |
| 1.          | 6. srpnja 1992.       | ISBN 978-4-06-178721-6 | Classic      |
| 2.          | 6. listopada 1992.    | ISBN 978-4-06-178731-5 | Classic      |
| 3.          | 6. travnja 1993.      | ISBN 978-4-06-178744-5 | Classic      |
| 4.          | 6. srpnja 1993.       | ISBN 978-4-06-178753-7 | R            |
| 5.          | 6. listopada 1993.    | ISBN 978-4-06-178764-3 | R            |
| 6.          | 5. ožujka 1994.       | ISBN 978-4-06-178772-8 | R            |
| 7.          | 7. srpnja 1994.       | ISBN 978-4-06-178781-0 | R            |
| 8.          | 2. listopada 1994.    | ISBN 978-4-06-178790-2 | S            |
| 9.          | 6. veljače 1995.      | ISBN 978-4-06-178797-1 | S            |
| 10.         | 6. lipnja 1995.       | ISBN 978-4-06-178806-0 | S            |
| 11.         | 6. srpnja 1995.       | ISBN 978-4-06-178809-1 | S            |
| 12.         | 6. rujna 1995.        | ISBN 978-4-06-178814-5 | SuperS       |
| 13.         | 6. prosinca 1995.     | ISBN 978-4-06-178820-6 | SuperS       |
| 14.         | 6. ožujka 1996.       | ISBN 978-4-06-178826-8 | SuperS       |
| 15.         | 5. srpnja 1996.       | ISBN 978-4-06-178835-0 | SuperS       |
| 16.         | 6. rujna 1996.        | ISBN 978-4-06-178841-1 | Sailor Stars |
| 17.         | 6. prosinca 1996.     | ISBN 978-4-06-178841-1 | Sailor Stars |
| 18.         | 4. travnja 1997.      | ISBN 978-4-06-178858-9 | Sailor Stars |

## Posebne TV emisije i anime filmovi
Izuzev igrane serije i mjuzikla, "Mjesečeva ratnica" imala je i nekoliko posebnih TV emisija.
- Sailor Moon R Special – Make up! Sailor Soldiers
- Sailor Moon SuperS Specials:

1. The Return of Haruka and Michiru - The ghostly puppet show:
2. Chibi Usa's Adventure - The dreaded vampire castle:

- Ami-chan no hatsukoi – Ami's First Love

Također su po animeu snimljena tri 60-minutna anime filma.
1. Sailor Moon R the Movie: Promise of the Rose
2. Sailor Moon S the Movie: Hearts in Ice
3. Sailor Moon Supers the Movie: Black Dream Hole[41]

### Pretty Guardian Sailor Moon Crystal (2014.)
6. srpnja 2012. Naoko Takeuchi, Kodansha i pop grupa Momoiro Clover Z objavili su vijest o produkciji nove anime adaptacije serijala. Premijera je trebala biti emitirana sredinom 2013. godine povodom proslave dvadesete obljetnice Mjesečeve ratnice. No, emitiranje je ipak bilo odgođeno i prva epizoda napokon je izašla 5. srpnja 2014., kao dio serije imena Pretty Guardian Sailor Moon (美少女戦士セーラームーン Crystal Bishōjo Senshi Sērāmūn Kurisutaru). Crtanu seriju animira Toei Animation, a režira je Munehisa Sakai. Kotono Mitsuishi ponovno daje glas protagonistici Usagi, kao i u originalnoj seriji, dok ostalim likovima glasove daju novi glumci. Prvi trailer za Sailor Moon Crystal objavljen je na YouTubeu 5. lipnja 2014. 30. travnja Toei je potvrdio da će serija sadržavati 26 epizoda i da će se nove epizode prikazivati svake prve i treće subote u mjesecu.

## Kazališni mjuzikli
Odmah nakon golemog uspjeha animirane serije, pojavili su se i kazališni mjuzikli u Japanu, popularno zvani SeraMyu, koji su izvođeni uživo na pozornicama te imali preko 800 izvedbi u 29 mjuzikla od 1993. pa sve do 2005., kada je bila zadnja predstava. Priče su se uglavnom oslanjale na animiranu seriju, ali su sadržavale i veliku količinu izvornih radnji koje su napisane posebno za predstave. Glazba je objavljena na 20-ak glazbnih albuma. Popularnost stvarnih glumaca koji su utjelovili animirane junake dovelo je 2003. i do produkcije igrane serije "Mjesečeve ratnice".
Mjuzikli su igrali dva puta godišnje, po ljeti i po zimi. Ljeti su igrali samo u Sunshine City kazalištu u Ikebukuro području Tokija; međutim, po zimi su išli na turneju diljem Japana, nastupajući u velikim gradovima kao što su Osaka, Fukuoka, Nagoya, Shizuoka, Kanazawa, Sendai, Saga, Oita, Yamagata i Fukushima. Dvosatni mjuzikl "Ai no sanctuary", objavljen na 10. godišnjicu početka serije, imao je budžet od 1.000.000 Jena.
Zadnja predstava, "The New Legend of Kaguya Island" (japanski 新・かぐや島伝説 <改訂版>; Shin Kaguyashima Densetsu Kaiteban), igrala je pred publikom u siječnju 2005. Zanimljivo je spomenuti da je čak četvero glumica igralo glavnu ulogu Usagi Tsukino tijekom tih 12 godina: Anza Ōyama (1993. – 1998.), Fumina Hara (1998. – 1999.), Miyuki Kanbe (2000. – 2001.) i Marina Kuroki (2001. – 2005.).

## Glazba
| "Kraljica Beryl ima odraz diktatora...Mračan, opresivan osjećaj. Da sam samo probao stvoriti atmosferu s lošim ugođajem, to bi bila glazba bez ikakvog šarma, pa sam uzeo melodiju s predivnim ugođajem, koji je u obzir uzeo i ljepotu kraljice Beryl."— Skladatelj Takanori Arisawa o utjecaju glazbe na radnju. |

Iako je puno ljudi komponiralo glazbu za seriju, uključujući i samu Takeući koja je predlagala riječi, najveći je doprinos dao Takanori Arisawa, koji je skladao glazbu za svih pet sezona, uključujući videoigre, anime filmove i omaške. Za svoj je doprinos osvojio "Veliku nagradu zlatne ploče" od Columbia Records. 1998., 2000. i 2001. je osvojio međunarodnu nagradu JASRAC, koje duguje popularnosti glazbe "Mjesečeve ratnice" po raznim državama. Arisawa tvrdi da je nadahnuće našao u "Charlijevim anđelima" jer je htio prikazati sjaj holivudskog stila. Koristio je limene instrumente, električnu gitaru, a potom dodao pripjev i scat. Za Masku u smokingu je htio španjolski stil glazbe. Redatelj Ikuhara bio je prilično zahtjevan u drugoj sezoni jer je tražio da se glazba mijenja kod određenih kadra. Za treću sezonu, Arisawa je razmišljao o glazbi za Haruku i Michiru. Pošto Michiru svira violinu, isprva je htio neki klasični stil, ali je na kraju odustao od nauma jer se ne bi poklapalo s akcijskom glazbom. Na kraju je izabrao sintesajzer u prvom planu te iskoristio violinu kako bi imao klasičnu melodiju s blago potisnutim emocijama. Ubrzao je ritam te se tako melodija poklopila s akcijskom glazbom. Što se tiče četvrte sezone, redatelj Ikuhara je zahtijevao ugođaj prizora uličnih izvođača, kojeg je vidio u jednoj Suntory reklami. Arisawa je koristio saksofon i klarinet za scene u cirkusu. Za Amazonski trio koristio je jazz a za Amazonski kvartet - gudački kvartet. U petoj sezoni, Arisawa je skladao jednu cijelu pop pjesmu za Three Lightse. Također, pustio je klasičnu glazbu za Mjesečevu ratnicu, kako bi naglasio da je postala zrela i ozbiljnija.
Uvodna glazbena tema tijekom prvih četiri sezona bila je "Moonlight Densetsu" (japanski ムーンライト伝説, Mūnraito Densetsu, doslovno prevedeno "Legenda o mjesečevom sjaju"), koju je skladao Tetsuya Komoro a riječi napisao Kanako Oda. Temu je prve dvije sezone izvodila "DALI", a potom "Moon Lips". Zadnja sezona, Sailor Stars, upotrijebila je "Sailor Star pjesmu" koju je napisao Shōki Araki a riječi napisala Takeući. Temu je izvodila Hanazawa. Tema je ljubavna pjesma koja se temelji na odnosu Usagi i Mamorua.
Samo za anime objavljeno je preko 40 japanskih glazbenih albuma i 30 CD-a. Nakon Japana, najviše je glazbenih albuma objavljeno u Njemačkoj, koja je imala 15 albuma i CD-a. SAD je objavio samo tri albuma. "Moonlight Densetsu" je osvojila prvo mjesto u glazbenoj kategoriji na 15. i 16. Anime Grand Prixju.

## Videoigre
Dosad je objavljeno dvadesetak konzola i arkadnih videoigara u Japanu po Mjesečevoj ratnici. Bandai i Angel, japanska tvrtka za videoigre, su odgovorni za većinu njih, iako je dio videoigara objavio i Banpresto. Na početku su to bile borilačke igrice, a kasnije su u opticaj puštene i igre slagalice i igranja uloga.
Jedina videoigra zasnovana na Mjesečevoj ratnici koja je nastala izvan Japana je The 3D Adventures of Sailor Moon tvrtke 3VR New Media. Prodavala se u Sjevernoj Americi 1997.

## Utjecaj
James Welker je primijetio kako futuristički smještaj serije pomaže u stavljanju lezbijskog dijela stanovništva u prirodnu koegzistenciju s društvom. Yukari Fujimoto pak tvrdi: "Usprkos tome što je radnja naizgled prepuna lezbijki, položaj heteroseksualaca je usrdno osiguran.".
Uspoređujući mangu i anime, Sylvian Durand navodi da je dizajn u mangi "predivan", ali je struktura priče sažeta i lutajuća, dok anime nudi više razvoja likova. Durand smatra da se "tragedija više osjeti" u mangi jer daje više detalja te zbog završne bitke Usagi s Beryl i Metalijom. Prema Durand, "anime izostavlja dio informacija, zbog čega je priča lakša za razumjeti", ali je anime svejedno "koherentniji", s boljom ravnotežom komedije i tragedije, dok je manga "tragičnija" te se usredotočuje na romansu Usagi i Mamorua.
Mjesečeva ratnica pokrenula je cijelu renesansu tzv. magical girl žanra dajući mu dinamične junakinje i pustolovnu radnju. Nakon njenog uspjeha, uslijedili su slični animei: Magic Knight Rayearth, Wedding Peach, Nurse Angel Ririka i Utena. Gilles Poitras primjećuje da je "Mjesečeva ratnica" predstavila anime velikom broju ljudi na Zapadu te izvršila ujtecaj na serije Fushigi Yuugi, Vision of Escaflowne i Utena. Mjesečeva ratnica se emitirala i u SAD-u 2000., ali sa sinkronizacijom koja je često ublažavala nasilne i mračne situacije. Primjerice, u engleskoj verziji, četvero ratnica ne pogiba na kraju prve sezone, kao u originalu, nego su samo "odstranjene" iz priče. Zadnja sazona, Stars, nije nikada emitirana ni na američkoj ni na francuskoj televiziji. Razlog je vjerojatno nastup Three Lightsa, koji se transformiraju u djevojke kada postaju Sailor Starlightsi.
Fred Patten daje zasluge Naoko Takeući zbog populariziranja koncepta skupine junakinja s posebnim moćima, a Paul Gravett za revitaliziranje samog žanra "magical girl". Takeući navodi da je stvorila lik Usagi prema sebi jer odražava njenu stvarnost. U svibnju 2010., jedan od redatelja serije, Kunihiko Ikuhara, održao je predavanje na sveučilištu u Pekingu o "japanskoj animaciji i odnosu s komercijalnosti". Pri tom je usporedio Usagi Tsukino s "realističnom verzijom poslovne žene", opisavši ju na ovaj način: "Mnoge žene žele biti sve, ali je to teško ostvariti u njihovom životu. Usagi je primjer takvim ženama jer je bila sretna i zadovoljna sa sobom i sa svime što je bila."
Prema jednom istraživanju iz 2004., bilo je 3.335.000 web stranica o Mjesečevoj ratnici. Radi usporedbe, Mickey Mouse je tada imao 491.000 web stranica. Prema drugom istraživanju, djeca većinom nisu opisala seriju kao "nasilnu", nego kao "nježnu" i "slatku".
Animax je u jesen 2009. ponovno emitirao cijelu anime seriju na japanskoj televiziji. Istodobno, pet glavnih glumica koje su posudile glas u seriji su najavile posebnu komemoraciju 2011., na 20. godišnjicu objavljivanja Takeućine mange "Sailor V". Najavili su dolazak u Akihabara UDX Theater u Tokiju. U 2011., Kodansha je objavila da će ponovno pustiti prodaju mange u SAD-u tijekom rujna, nakon što se šest godina nije više mogla naći na tržištu.
6. srpnja 2012., objavljeno je da će nova verzija anime serije Mjesečeve ratnice biti emitirana u ljeto 2013.

## Skrivene šale i reference na druga ostvarenja
"Mjesečeva ratnica" sadrži skrivene šale i reference na druga anime i manga ostvarenja. Među značajnijima su oni koji se nalaze u prvoj epizodi u kojoj se draguljarnica zove "OSA-P", što je aluzija na urednika originalnog stripa (Fumio Osano) kojeg je autorica od milja zvala "Osapi", epizoda 9 u kojoj ekran Merkurove ratnice sadrži tri identične direktive iz filma RoboCop, epizoda 19 u kojoj Mamoru hvatalicom pokušava osvojiti lutke Marsove ratnice i kraljice Beryl, a među lutkama se nalaze i jedna djevojka s ljubičastom kosom, ljubičasta riba i djevojka sa žutom kosom - to su likovi iz animea Goldfish Alert, koji je također režirao Junichi Sato, epizoda 21 u kojoj je redatelj u animacijskom studiju, Asatoh, još jedna očita referenca na Satoa, dok su dvije zaposlenice tamo, Kazuko i Hiromi, reference na stvarne redateljice animacije Kazuko Tadano i Hiromi Matsushita, epizoda 28 u kojoj se u pozadini galerije nalaze dvije slike s likovima iz Takeućine starije mange "The Cherry Project" epizoda 31 u kojoj se plavi mačak pojavi iznad natpisa na kojem piše Tenchi Muyo a dok Rei i Yuuichirou govore, tekstovi na posterima žene i muškarca iza njih se mijenjaju i pišu ohrabrujuće riječi, a zadnji prizor je satirična imitacija zadnjeg prizora filma Zameo ih vjetar epizoda 56 u kojoj se Merkurova ratnica pojavi dok je u pozadini slavna slika valova umjetnika Katsushika Hokusaija a Venerina ratnica u pozadini stilizirane verzije Botticellijine slike Rođenje Venere, epizoda 64 u kojoj Usagi nosi časopis Nakayoshi, koji je inače prvi objavio Mjesečevu ratnicu, epizoda 90 u kojoj Usagi riješava test iz engleskog na kojem piše da se "G. Ikuhara jednog dana umorio od silnog rada te otišao u Roppongi (četvrt s puno barova i klubova) kako bi našao neku nježnu djevojku" što je aluzija na istoimenog redatelja animea, epizoda 97 u kojoj je lutka na podu identična liku iz satirične anime serije Crayon Shin-chan i drugi.

## Hrvatska sinkronizacija
U srpnju 2001., 9 godina nakon japanskog originalnog emitiranja, Nova TV je emitirala seriju u Hrvatskoj pod hrvatskim nazivom "Mjesečeva ratnica". Prva sezona je emitirana na originalnom japanskom jeziku s titlovima, no od druge sezone nadalje je sinkronizirana na hrvatskom. Isprva je serija imala popodnevni termin, oko 16 sati. Nekoliko mjeseci kasnije, u rujnu, Nova TV ju je prebacila u "prime time" termin i emitirala u 20 sati. Potom je emitiranje ponovno prebačeno natrag popodne i prijepodne, da bi se u ožujku 2003. vratilo natrag navečer u 20 sati. Zadnja sezona, Stars, emitirana 2004. u prijepodnevnim satima, u 8 i 9 ujutro. Do danas, serija nije nijednom reprizirana na domaćim programima.
Seriju je s njemačkog na hrvatski prevela Jelena Pranjić, a glasove su posudili Antonija Stanišić, Marija Škaričić, Ines Bojanić, Leona Paraminski, Olga Pakalović, Rakan Rushaidat i Franjo Dijak. Fanovi su hvalili činjenicu da imena nisu hrvatizirana i što nasilje nije cenzurirano, no kritizirali su odluku da samo pet ženska i dva muška glasa sinkroniziraju cijelu seriju s preko 50 važnijih likova. Također, mnogi su fanovi kritizirali odluku da se anime uopće sinkronizira na hrvatski.

## Kritike
Rin Lineberger je zapisao: 
| „ | "Ovaj crtić je iznimno repetitivan, kao i Scooby Doo. No za razliku od Scooby Dooa, epizode "Mjesečeva ratnice" obično sadrže podstrujni ili sofisticirani socio-politički komentar. Ako čitate između redaka, dobit ćete svakakve vrste uvida u japansku filozofiju. Primjerice, mnogi izvori zala su blistave nove komercijalne zgrade: draguljarnice, dućani, casino za predviđanje sudbine itd. Ova suptilna pristranost protiv novog i blistavog u korist starog i tradicionalnog, govori o japanskim vrijednostima. Takva odrasla opaska cementira "Mjesečevu ratnicu" među ozbiljnim animeima (doduše, s čvrstim usmjerenjem prema 12-godišnjoj publici). Jednom kada sam ga isprobao, ovaj anime je postao stvarno zabavan." | ” |
|   | |   |

Recenzija prve sezone objavljene na DVD-u na situ Needcoffee je također bila pohvalna: 
| „ | "Jedna od doista zanimljivih stvari o ovoj seriji je što je Usagi, iako iritantna na trenutke, tako nesavršena. Jer kako je dosadno kada su junaci uvijek savršeni?...Boje su bogate i snažne, a dizajni su svi odreda savšeni za ono što trebaju predstavljati, uključujući slavne polugole scene transformacije Mjesečeva ratnice, koje trebaju predstavljati njen ulaz u čisto stanje i spremnost da prihvati moći svoje sudbine." | ” |
|   | |   |

Christina Ross na siteu Themanime.org je seriji dala 5 od 5 zvijezda te zaključila: 
| „ | "Ono što izdvaja ovu seriju je da se izvorno više bavila samim likovima nego obaveznim "čudovištima tjedna". Posebno glavnom junakinjom Usagi. Usagi nije bila vaša standardna čarobna djevojka. U većini prethodnih animea žanra Magical girl, junakinja je dobila čarobne moći, ali prvenstveno da se s njima zabavlja i čini što želi, pa bi se transformirala u modela ili idola-pjevača. No za Usagi, to je bio odgođen san. U modernom japanskom društvu, mladim ljudima govore da šute, uče, rade svoje testove i pronađu dobar posao. Možeš se brinuti za svoj san tek kada postigneš uspješnu karijeru i postaneš bogat. Usagi ne želi ništa više nego družiti se s prijateljima i dečkima, kao i svaka mlada djevojka. Ali sada biva prisiljena odrasti kada bi trebala uživati u svojem djetinjstvu. Koje japansko dijete, ili bilo koji tinejdžer, se ne bi poistovjetili s tim?" | ” |
|   | |   |

Kritičari Kain i Madoka na Animeacademy.com su pak zdvojno komentirali seriju: Kain je dao ocjenu od samo 56 %:
| „ | "Kada biste me pitali da izdvojim jedan anime žanra Magical girl, odmah bi pomislio na "Mjesečevu ratnicu". To je daleko najpopularniji izdanak žanra koji ima ogroman broj obožavatelja. Ja sam nemam pojma zašto. Gledati "Mjesečevu ratnicu" je isto kao gledati "Power Rangerse" jer se svaka epizoda zasniva na istom konceptu čudovišta koja žele osvojiti svijet....Ista tema u ovom žanru je puno bolje obrađena u animeima "Card Captor Sakura" i "Cutie Honey". Moj savjet je da kupite soundtrack a izbjegnete ovaj anime." | ” |
|   | |   |

Madoka je dao ocjenu 60 % i zapisao :
| „ | "Čak niti kemija seiyuua, uključujući nevjerojatnu Kotono Mitsuishi, ne mogu spasiti jednu seriju promjenljive kvalitete animacije koja se sastoji od 70 % nategnutosti i 30 % priče (u najboljem slučaju)...Ako bi se baš morala preporučiti jedna sezona, onda bi to bila ona zadnja (Sailor Stars)". | ” |
|   | |   |

### Ostali izvori
- Durand, Sylvain. ožujka–travnja 1996. Sailor Moon: Manga vs Animation. Protoculture Addicts